# Loewimyia
Genre
Loewimyia est un genre d'insectes diptères de la famille des Asteiidae.

## Liste d'espèces
Selon Catalogue of Life (7 avril 2019) :
- Loewimyia bifurcata Sabrosky, 1943
- Loewimyia fasciata Forrest & Wheeler, 2002
- Loewimyia orbiculata Hardy, 1980